# Monophyllaea glandulosa
Monophyllaea glandulosa är en tvåhjärtbladig växtart som beskrevs av Brian Laurence Burtt. Monophyllaea glandulosa ingår i släktet Monophyllaea och familjen Gesneriaceae. Inga underarter finns listade i Catalogue of Life.